# Amalia Dutra
Amalia Dutra (Tarariras, Colonia, 1958) es una bióloga genetista uruguaya conocida por ser integrante del equipo que elaboró el mapa del genoma humano.

## Trayectoria
Dutra se licenció en Oceanografía Biológica en la Facultad de Ciencias de la Universidad de la República en 1983.  Luego se dedicó a la investigación en el Instituto de Investigaciones Biológicas Clemente Estable. Dio clases de genética en la Facultad de Medicina, en la Facultad de Psicología y en la Facultad de Agronomía de la Universidad de la República. En 1988 emigró a los Estados Unidos. Trabajó en la Universidad de Pensilvania en Filadelfia investigando la genética de las enfermedades inmunológicas.
Investigó sobre citogenética humana en la Universidad de California en Los Ángeles.
Investigó en el Roswell Park Cancer Institute de Búfalo.
En 1993 comenzó a investigar en el  National Human Genome Institute de Washington.
Es Directora del laboratorio Central de Citogenética y Microscopia Confocal (Cytogenetic and Confocal Microscopy Core) del NHGRI (Instituto Nacional de Investigaciones del Genoma Humano).
En 2004 fue declarada Vecina Ilustre de Colonia.